# Castillo Lichtenstein (Sudáfrica)
El castillo Lichtenstein  es un castillo ubicado en Hout Bay, provincia del Cabo Occidental, Sudáfrica.

## Historia
El castillo Lichtenstein fue construido por el empresario sudafricano nacido en Alemania Reynier Fritz. La construcción comenzó en 1986 y terminó en 1998. Posteriormente, Fritz convirtió el castillo en una casa de huéspedes antes de morir allí. Después de su muerte, su viuda Christine vendió la propiedad por 23 millones de rands a un empresario ruso desconocido.
El castillo cuenta con 12 habitaciones con baño, una biblioteca, un salón de banquetes con capacidad para 200 personas, salas de conferencias, una piscina, un helipuerto y una cascada natural en sus 8,6 hectáreas. Se puede alquilar como lugar de celebración.